# MS Berge Vanga
MS Berge Vanga je bil tanker/bulker z nosilnostjo 227912 ton. Zgradili so ga leta 1974 v ladjedelnici Uljanik v Puli, Hrvaška. Lastnik ladje je bilo norveško podjetje Sig. Bergesen d.y., registrirana pa je bila v Liberiji. Je ena izmed največjih ladij zgrajenih v tedanji Jugoslaviji.
Ladja je bila na poti iz Brazilije na Japonsko naložena z železovo rudo. Kontakt so izgubili 29. okotbra 1979 in iskanje ni obrodilo sadov, 40 ljudi je izgubilo življenje. Natančen vzrok nesreče ni znana, verjetno so ostanki olja povzročiki eksplozijo. Štiri leta prej se je izgubila njena sestrska ladja MS Berge Istra. Po teh dveh nesrečah niso več gradili podobnih ladij in nafte niso nikoli prevažali skupaj z rudo.